# Golden Triangle (Norwich)
Das Golden Triangle ist ein Stadtteil von Norwich im Vereinigten Königreich. Das Golden Triangle ist annähernd keilförmig mit dem dünnen Ende im Stadtzentrum und in Richtung stadtauswärts begrenzt durch die Earlham Road und die Newmarket Road.
Das Golden Triangle wird von einer bunten Mischung aus Studenten, jungen Berufstätigen, jungen Entscheidungsträgern und jungen Familien bewohnt. Das Golden Triangle wird auch als das Notting Hill Norwichs bezeichnet. Die Gebäude entstanden vor allem zwischen 1870 und 1900 im viktorianischen Stil.
Koordinaten: 52° 37′ N, 1° 15′ O